# Wasserkopf
Wasserkopf är ett berg i Österrike.   Det ligger i förbundslandet Oberösterreich, i den östra delen av landet, 130 km väster om huvudstaden Wien. Toppen på Wasserkopf är 1 442 meter över havet, eller 94 meter över den omgivande terrängen. Bredden vid basen är 1,2 km.
Terrängen runt Wasserkopf är kuperad åt nordväst, men åt sydost är den bergig. Närmaste större samhälle är Waidhofen an der Ybbs, 18,0 km norr om Wasserkopf. 
I omgivningarna runt Wasserkopf växer i huvudsak blandskog. Runt Wasserkopf är det ganska tätbefolkat, med 54 invånare per kvadratkilometer.